# NGC 3165
NGC 3165 is een spiraalvormig sterrenstelsel in het sterrenbeeld Sextant. Het hemelobject werd op 30 januari 1856 ontdekt door de Ierse astronoom William Parsons.

## Synoniemen
- UGC 5512
- MCG 1-26-23
- ZWG 36.63
- PGC 29798